# Tynset Station
Tynset Station (Tynset stasjon) er en jernbanestation på Rørosbanen, der ligger ved Tynset i Tynset kommune i Norge. Stationen består af nogle få spor, to perroner, en tidligere stationsbygning og en særskilt ventesalsbygning, der ligesom stationsbygningen er opført i træ. Desuden er der en rutebilstation i tilknytning til stationen.
Stationen åbnede 17. oktober 1877 sammen med den sidste del af banen mellem Koppang og Røros. Oprindeligt hed den Tønset, men den skiftede navn til Tynset 1. juni 1919. Den blev fjernstyret 15. december 1994 og gjort ubemandet 19. marts 2002.
Stationsbygningen, der er i schweizerstil, blev opført til åbningen i 1877 efter tegninger af Peter Andreas Blix. Den blev solgt fra i 2004.